# Харьковка (Чаусский район)
Ха́рьковка (бел. Ха́ркаўка) — деревня в составе Войниловского сельсовета Чаусского района Могилёвской области Белоруссии.

## История
Впервые упоминается в 1785 году. Деревня располагалась в Чаусском повете Могилёвского наместничества. Заселение деревни началось в то время, когда лесничие Журавков Павел, Храпунов и Силенков Василий выкупили землю у помещика. (В 1870 годы земля принадлежала тит.сов. Девойно-Соллогубъ, Василию Ильинъ. С 1874 по купчей владение перешло Савицкому Адаму Ивановичу)
Первым приобрел у помещика землю бывший крепостной Павел Журавков.*2
В 1872 году он занимал площадь, которая составляла 595 десятин земли. Работали водяная мельница и сукновальня, действовала корчма, принадлежавшая Журавкову в д. Харьковка. В 1897 году деревня относилась к Голеневской волости Чаусского повета и насчитывала 5 дворов и 54 жителя. Силенков Василий купил землю между д. Харьковка и д. Любавино. Семья владела хутором.
В 1909 году было 9 дворов и 81 житель. В декабре 1917 года под советской власти, в 1931 году организован колхоз «Чырвоны араты», а также открылась школа. Перед Великой Отечественной войной в деревне насчитывалось 25 дворов и 187 жителей.
С августа 1941 по 25 июня 1944 года деревня была оккупирована немецко-фашистскими захватчиками. Рядом проходила линия фронта, в деревне стоял немецкий гарнизон. В октябре 1943 года фашисты сожглидеревню.

## Население
- 2010 год — 24 человека.